# Rosomak (przedsiębiorstwo)

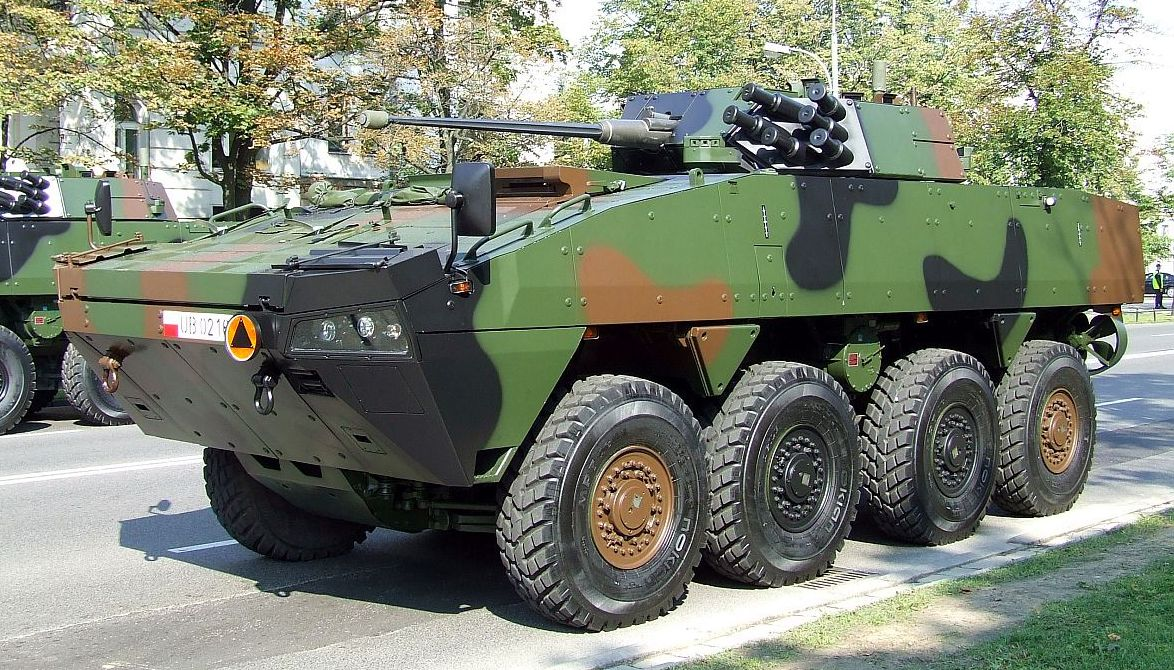
KTO Rosomak

Rosomak S.A. (dawniej Wojskowe Zakłady Mechaniczne) – przedsiębiorstwo w Siemianowicach Śląskich zajmujące się produkcją transporterów opancerzonych. Początkowo Zakłady Naprawy Czołgów, dawniej JW nr 5045.

## Działalność
Historia przedsiębiorstwa sięga roku 1952, kiedy to zakład zajmował się remontami samochodów oraz czołgów T-34. Natomiast w latach 60. XX w. modernizowane były czołgi T-55 i T-55A i ulepszane na przełomie lat 80. i 90. XX wieku do wersji T-55AM. Wojskowe Zakłady Mechaniczne w latach 1982–1989 realizowały kontrakt przy budowie Bazy Remontu Czołgów T-55 w miejscowości Puna w Indiach. Firma zajmowała się również remontami takich pojazdów jak: T-72, WZT-1, WZT-2 oraz mostów BLG na bazie podwozi czołgowych. Poza remontami oraz modernizacją czołgów i pojazdów, przedsiębiorstwo zajmowało się remontami silników spalinowych o mocy od 100 do 1000 KM. W roku 1990 wprowadzono pewne ograniczenia i zakład zajmował się jedynie: polowym stanowiskiem kontroli zespołów czołgu T-72, UPM wyrobu 765 (SKZ-BWP), polowym stanowiskiem kontroli silników pojazdów gąsienicowych (SKS-G), urządzeniami do konserwacji i smarowania, agregatami sprężarkowymi i prądotwórczymi. W 1996 roku rozpoczęto prace przy modernizacji opancerzonych samochodów rozpoznawczych: BRDM-2, BRDM-2 M96/M97 (BRDM-2M96, BRDM-2M96i, BRDM-2B, BRDM-2BF, BRDM-2A) i Szakal, modernizując ponad 100 pojazdów. W 2001 roku Ministerstwo Obrony Narodowej ogłosiło przetarg na dostawę w latach 2004–2013 kołowych transporterów opancerzonych dla Wojsk Lądowych. Zaproponowana przez WZM konfiguracja okazała się najlepszą ze zgłoszonych i wygrała. Najważniejszym punktem całego przetargu było podpisanie umowy na dostawę 690 Rosomaków pomiędzy WZM SA a Departamentem Zaopatrywania Sił Zbrojnych Ministerstwa Obrony Narodowej.
1 maja 2005 roku zakłady skomercjalizowano, przekształcając z przedsiębiorstwa państwowego w spółkę akcyjną.
Prowadzone są działania fabryki na rzecz wyprodukowania Rosomaka 2.
WZM SA w Siemianowicach Śląskich weszły w skład Polskiej Grupy Zbrojeniowej SA.
W marcu 2014 r. WZM SA zmieniły nazwę na Rosomak SA.